# Dash (kryptowaluta)

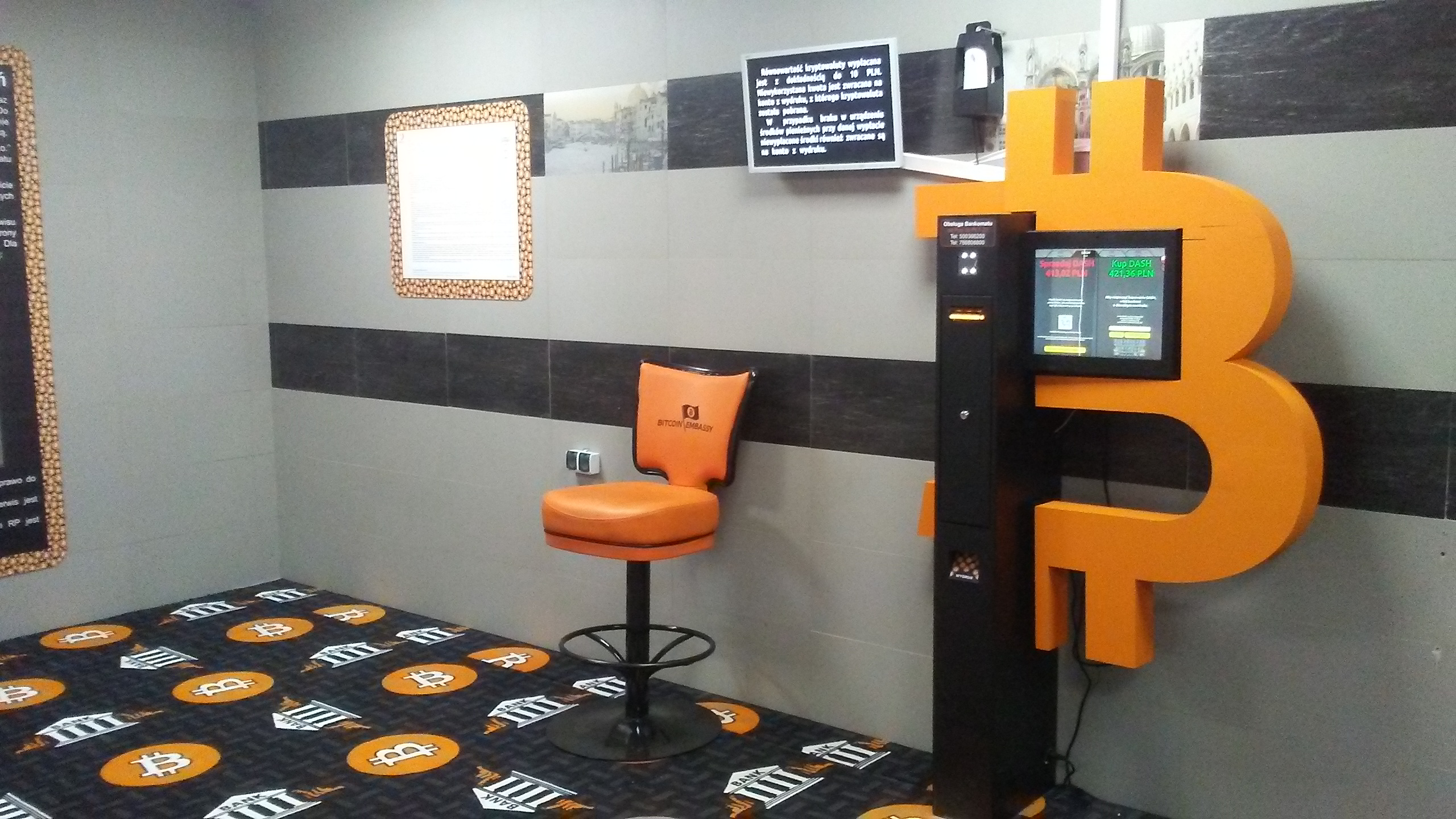
Naziemny punkt sprzedaży Dash w Tomaszowie Mazowieckim

Dash – kryptowaluta wyróżniająca się funkcją Instant Send, która natychmiastowo i bezpiecznie blokuje środki przed przetworzeniem ich przez blockchain. Z tego względu Dash jest jedną z nielicznych kryptowalut, które mogłyby zastąpić karty płatnicze. Funkcjonalność tą uzyskano poprzez wprowadzenie tzw. masternode’ów do sieci. Sam blockchain opiera się na Proof of Work i funkcji hashującej X11, dla której istnieją koparki typu ASIC.
Twórcą organizacji DAO oraz kryptowaluty Dash o tej samej nazwie jest programista Evan Duffield pochodzący z Phoenix w Arizonie. Jest on projektantem ultra szybkich płatności zbudowanych w oparciu model hybrydowego potwierdzania transakcji PoS/PoW. Początkowo Dash nazywany był jako Xcoin, później nazwę zmieniono na Darkcoin, co nawiązywało bezpośrednio do obsługi transakcji w sieci darkweb, gdzie transakcje w większości przypadków nie były legalne. Od 2016 roku płatności kryptowalutą Dash w handlu w darknecie znacząco spadło.